# José Alberto da Silva Basto
José Alberto da Silva Basto (Lisboa, São Pedro de Alcântara, 11 de março de 1876 — Lisboa, 25 de fevereiro de 1972) foi um oficial general da arma de Artilharia do Exército Português que, entre outras funções de relevo, foi Ministro da Guerra do 18.º governo republicano, em funções de 7 a 27 de janeiro de 1919. Foi presidente da Sociedade Histórica da Independência de Portugal (1953-1958).

## Biografia
Ingressou na Escola do Exército em 1892, completando o curso de oficial de Artilharia em 1897. Dez anos mais tarde concluiu o curso de Estado-Maior. Ao longo da sua carreira serviu em diversas unidades militares e exerceu diferentes funções, entre as quais se destaca uma curta passagem pela pasta de Ministro da Guerra do do 18.º governo republicano, presidido por João Tamagnini Barbosa, em funções de 7 a 27 de janeiro de 1919.
Logo de seguida, tomou parte nas acções contra os revoltosos monárquicos da chamada Monarquia do Norte, como subchefe do Estado-Maior no quartel-general do comando das forças em operações no norte de Portugal. Ascendeu a oficial general pouco depois.
Foi o 15.º presidente da Sociedade Histórica da Independência de Portugal, em funções de 21 de abril de 1953 a 18 de janeiro de 1958.  Foi presidente da Comissão Executiva do Monumento aos Heróis da Ocupação do Ultramar Português.
Foi agraciado com o grau de cavaleiro da Ordem Militar de Avis e recebeu vários louvores pela sua competência e dedicação. Em 20 de julho de 1942 foi agraciado pelo presidente dos Estados Unidos da América com a medalha da Legião de Mérito.